# Charlton Heston
Charlton Heston (født 4. oktober 1923 i Illinois, USA, død 5. april 2008) var en oscar-belønnet amerikansk filmskuespiller, der er blevet berømt for sine helteroller på film samt for sit engagement i politiske spørgsmål. Han var æreslivstidsmedlem af National Rifle Association of America og var dets formand fra 1998-2003. Hans søn Fraser C. Heston er filminstruktør.

## Tidlig karriere
Charlton Heston blev født i Evanston, Illinois som søn af Lila Charlton og Rusell Whitford Carter og navngivet John Charles Carter. Da han var 10 år gammel blev hans forældre skilt. Kort tid efter giftede hans mor sig med Chester Heston. Den nye familie flyttede til Wilmette, Illinois, en rig forstad nord for Chicago. Charlton Heston (som han nu hed) gik i skole på New Trier High School. Her gik han på skolens dramahold, og havde samtidig succes på Winnetka Community Theatre, hvorfra han fik et stipendium til Northwestern University. Mens han stadig gik i skole, spillede han med i en 16 mm amatørfilmatisering af Peer Gynt. Det samme filmhold med David Bradley i spidsen stod flere år senere bag filmen Julius Caesar, hvor Heston spillede Markus Antonius.
I 1944 forlod Heston universitetet og meldte sig til det amerikanske luftvåben (United States Army Air Corps), hvor han gjorde tjeneste i to år. Det var også i 1944, at han giftede sig med Lydia Marie Clarke, som han havde mødt på universitetet. Efter krigen flyttede parret til Hell's Kitchen på Manhattan i New York City, hvor de begge arbejde som modeller. For at sætte skud i teaterkarrieren, besluttede de sig i 1947 for at drive et teater i Asheville, North Carolina. I 1948 vendte de tilbage til New York, hvor Heston fik succes i en birolle i en Broadway-opsætning af Antony and Cleopatra. Han havde også succes på tv med forskellige roller i CBS's tv-serie Studio One, der var en af de mest populære tv-teater shows i 1950'ernes USA.

## Filmkarriere
I 1950 debuterede Charlton Heston i Hollywood med film noir-thrilleren I storbyens mørke, hvorefter han fik flere roller i adventurefilm og westernfilm.
Han fik sit gennembrud i 1952 med rollen som cirkusdirektør i filmen Verdens største show. Men den høje, muskuløse Heston opnåede ikonstatus i rollen som Moses i filmen De ti bud (1956), en rolle han efter sigende fik, fordi instruktøren Cecil B. DeMille mente, at han lignede Michelangelos statue af Moses i utrolig grad. Han viste sig som en overbevisende og intelligent fortolker af historiske og episke roller og opnåede stjernestatus med film som Ben-Hur (1959), El Cid (1961) og Ridderen fra Normandiet (1965). Han vandt en oscar for bedste mandlige hovedrolle for sin titelrolle i Ben-Hur, en film der vandt i alt 11 oscars.
Heston havde også roller i forskellige science fiction-film og katastrofefilm, hvoraf film som Abernes planet (1968), The Omega Man (1971), Soylent Green (1973) og Jordskælv (1974) fik stor succes i biograferne og siden er blevet kultklassikere.
Heston måtte til tider kæmpe for sine kunstneriske valg. I 1958 fik han Universal Studios til at acceptere Orson Welles som instruktør af filmen Politiets blinde øje, hvor Heston spillede hovedrollen. I 1965 kæmpede han for instruktøren Sam Peckinpah, da filmselskabet blandede sig i hans instruktion af filmen Major Dundee.
Fra 1966 til 1971 var Heston præsident for det amerikanske skuespillerforbund, Screen Actors Guild. I 1971 fik han sin debut som filminstruktør med Antony and Cleopatra, en filmatisering af William Shakespeares skuespil, som Heston havde spillet med i tidligere i sin teaterkarriere.
Med filmen De tre musketerer (1973) begyndte Heston at spille et stigende antal biroller og cameo-roller (gæsteoptræden) som i filmene Tombstone (1993), True Lies (1994) og Wayne's World 2 (1993). Han har bevaret sin stjernestatus og popularitet, og er fortsat blevet tilbudt utallige roller på film og tv. På tv har han medvirket i soap serien The Colbys fra 1985 til 1987. Han har produceret og medvirket i flere tv-film sammen med sin søn, instruktøren Fraser C. Heston, deriblandt genindspilninger af Skatteøen (Treasure Island) og Mand til alle tider (A Man For All Seasons). Heston har med sin umiddelbart genkendelige stemme været ofte brugt som fortællerstemme.
I 2001 havde han en gæsteoptræden i Tim Burtons genindspilning af Abernes planet. Heston havde hovedrollen i den originale version fra 1968. I den nye film spillede han en gammel døende abe, der lancerer brugen af våben for sine artsfæller ved at give et gevær til en af planetens indbyggere – måske en kommentar til Hestons medlemskab af National Rifle Association.

## Uden for filmlærredet
Charlton Heston fik prostatakræft i 1998, men var i bedring året efter som følge af strålebehandling. I august 2002 offentliggjorde Heston, at han havde symptomer på Alzheimers sygdom . I juli 2003 tildelte George W. Bush ham USA's højeste civile æresbevisning, en Presidential Medal of Freedom. I marts 2005 rapporterede flere aviser, at Hestons familie og venner var chokerede over hans hurtigt fremskridende Alzheimer.

### Hestons politiske engagement
I sin ungdom var Heston medlem af det demokratiske parti og deltog i præsidentkampagnerne for Adlai Stevenson i 1956 og John F. Kennedy i 1960. Som borgerrettighedsforkæmper støttede han Martin Luther King under demonstrationerne i Washington D.C. i 1963. I 1968, efter mordet på senator Robert F. Kennedy, medvirkede Heston i tv-programmet The Joey Bishop Show sammen med skuespillerne Gregory Peck, Kirk Douglas og James Stewart og krævede indførelse af våbenkontrol. I 1969 blev Heston bedt om at stille op som demokratisk kandidat til Californiens statssenat, men sagde nej tak fordi han ønskede at fortsætte sin skuespillerkarriere.
Heston var modstander af McCarthyismen og raceadskillelse, som han mente kun ville støtte kommunismens fremmarch på verdensplan. Han var modstander af Vietnamkrigen og mente, at Richard Nixon var en katastrofe for USA.
I 1980'erne begyndte Heston dog at være tilhænger af mere konservative holdninger og retten til at bære våben. Han deltog i kampagnen for republikanske kandidater, heriblandt præsident Ronald Reagan, George H.W. Bush og George W. Bush. Han er æresmedlem af National Rifle Association (NRA) og var formand for foreningen fra 1998 til 2003. I en berømt tale på NRA-kongressen i 2000, løftede han en antik Sharps riffel over hovedet og sagde, at præsidentkandidat Al Gore ville være nødt til at tage hans konstitutionelle rettigheder fra hans kolde, døde hænder ("from my cold, dead hands"). Da han fratrådte posten i 2003, løftede han igen et gevær over hovedet og gentog disse fem berømte ord.
Heston er blevet skarpt kritiseret af fortalerne for mere våbenkontrol. Michael Moore interviewede Heston i sit hjem i dokumentarfilmen Bowling for Columbine (2002). Moore udspurgte ham om et NRA-møde i Denver, Colorado, der var blevet afholdt i april 1999, kort efter skolemassakren på Columbine high school og mordet på den 6-årige Kayla Rolland, der blev skudt på sin skole i Flint, Michigan, Moores hjemby.
Heston har selv gjort rede for sine politiske overbevisninger i selvbiografien In the Arena.

## Diverse oplysninger
- I Grækenland skrives hans navn "Charlton Easton", fordi "Heston" har skatologiske konnotationer på græsk (χέσ'τον = "shit him").
- Han kunne ikke bruge sit fødenavn, John Carter, som skuespiller fordi det i for høj grad lignede navnet på helten i Edgar Rice Burroughs roman A Princess of Mars, der var planlagt som film, selvom den ikke blev færdigproduceret.
- Hestons portrættering af Buffalo Bill i westernfilmen Pony Express i hans tidlige karriere inspirerede the Bills, en congolesisk ungdomskult, der idoliserer westerns.
- Han skulle angiveligt have spillet en Jedi i Star Wars.
- Hestons har flere gange spillet teaterroller, heriblandt titelrollen i Macbeth, Sir Thomas More i A Man For All Seasons og Markus Antonius i både Julius Caesar og Antony and Cleopatra. Han har også nævnt Mister Roberts som en af sine favoritroller, og forsøgte uden held at genoplive stykket i de tidlige 90'ere.
- Han fik hovedrollen i Ben-Hur, efter at Burt Lancaster (ligeledes en høj, muskuløs, blond skuespiller) havde afvist at spille rollen. Lancaster, der beskriver sig selv som ateist, ville ikke have noget med filmen at gøre, fordi han mente, at den var noget religiøst ævl (a "piece of religious crap"). Mange år senere beskyldte Lancaster Heston for selv at være skyld i at blive "typecastet" i heroiske roller. Men Lancaster påtog sig senere rollen som Moses i en tv-film om Moses' liv, efter at Heston havde spillet denne rolle i 1956.
- Heston har flere gange nævnt Will Penny som sin personlige favoritrolle.

## Bøger
Heston har skrevet adskillige bøger, heriblandt selvbiografier og religiøse bøger:
- The Actor's Life (ISBN 0-671-83016-3)
- In the Arena: An Autobiography (ISBN 1-57297-267-X)
- Beijing Diary (ISBN 0-671-68706-9)
- To Be a Man: Letters to My Grandson (ISBN 0-7432-1311-4)
- Charlton Heston Presents the Bible (ISBN 1-57719-270-2)
- Charlton Heston's Hollywood: 50 Years in American Film with Jean-Pierre Isbouts (ISBN 1-57719-357-1)

## Filmografi
- Bowling for Columbine (2002) som sig selv
- Papa Rua Alguem 5555 (2002)
- The Order (2001)
- Town & Country (2001)
- Planet of the Apes (2001)
- En tilfældig søndag (Any Given Sunday, 1999)
- Gideon (1998)
- Armageddon (1998) fortællerstemme
- Hercules (1997) fortællerstemme
- Hamlet (1996)
- Alaska (1996)
- In the Mouth of Madness (1995)
- True Lies (1994) (ukrediteret)
- Tombstone (1993)
- Wayne's World 2 (1993)
- Symphony for the Spire (1992)
- Crash Landing: The Rescue of Flight 232 (1991)
- Solar Crisis (1990)
- The Little Kidnappers (1990) (TV)
- Call from Space (1989) (voice)
- Treasure Island (1989)
- Mand til alle tider (A Man for All Seasons, 1988)
- Christmas Night with the Two Ronnies (1987) (TV)
- Proud 1987) (TV)
- The Colbys (1985) tv-serie (1985-1987) (TV)
- Nairobi Affair (1984) (TV)
- Chiefs (1983) (mini) tv-serie
- Jagten på den store guldåre (Mother Lode, 1982) (også instruktør)
- Mumiens hemmelighed (The Awakening, 1980)
- The Mountain Men (1980)
- Fanget i dybet (Gray Lady Down, 1978)
- Krydsede klinger (Crossed Swords, 1978)
- Midway (1976) kommandør Matthew Garth
- To minutters frist (Two Minute Warning, 1976)
- De sidste hårde mænd (The Last Hard Men, 1976)
- De fire musketerers hævn (The Four Musketeers, 1974) Kardinal Richelieu
- Jordskælv (Earthquake, 1974)
- Airport (1974) flyveleder Alan Murdock
- De tre musketerer (The Three Musketeers, 1973) Kardinal Richelieu
- Fremtidens rædsel (Soylent Green, 1973) kriminalassistent Robert Thorn
- Antonius og Clepatra (Antony and Cleopatra, 1973) Marcus Antonius
- Call Of The Wild (1972)
- Skyjacked (1972)
- The London Bridge Special (1972)
- The Omega Man (1971)
- Julius Caesar (1970) Marcus Antonius
- Hawaii brænder (The Hawaiians, 1970)
- Beneath the Planet of the Apes (1970) oberst George Taylor
- Number One (1969)
- Will Penny (1968)
- Abernes planet (Planet of the Apes, 1968) oberst George Taylor
- Counterpoint (1968)
- Maugli (1967)
- Khartoum (1966)
- Ridderen fra Normandiet (The War Lord, 1965)
- The Agony and the Ecstasy (1965)
- Major Dundee (1965)
- The Greatest Story Ever Told (1965)
- 55 dage i Peking (55 Days at Peking, 1963)
- Diamond Head (1963)
- Duen der befriede Rom (The Pigeon That Took Rome, 1962)
- El Cid (1961)
- Ben-Hur (1959) Judah Ben-Hur
- Mary Deares forlis (The Wreck of the Mary Deare, 1959)
- The Buccaneer (1958)
- Det store land (The Big Country, 1958)
- Politiets blinde øje (Touch of Evil, 1958)
- Tre voldsomme mennesker (Three Violent People, 1957)
- De ti bud (The Ten Commandments, 1956) Moses
- Lucy Gallant (1955)
- The Private War of Major Benson (1955)
- The Far Horizons (1955)
- The Secret of the Incas (1954)
- Den nøgne jungle (The Naked Jungle, 1954)
- Bad for Each Other (1953)
- Arrowhead (1953)
- Buffalo Bill, præriens helt (Pony Express, 1953)
- The President's Lady (1953)
- Ruby, pigen fra sumpen (Ruby Gentry, 1952)
- The Savage (1952)
- Verdens største show (The Greatest Show on Earth, 1952)
- I storbyens mørke (Dark City, 1950)
- Peer Gynt (amatørfilm, 1941)